# جون أوستين وارتون
جون أوستين وارتون (بالإنجليزية: John Austin Wharton)‏ هو سياسي أمريكي، ولد في 1 أبريل 1806 في الولايات المتحدة، وتوفي في 17 ديسمبر 1838 في نفس البلد.